# LCR Engineering

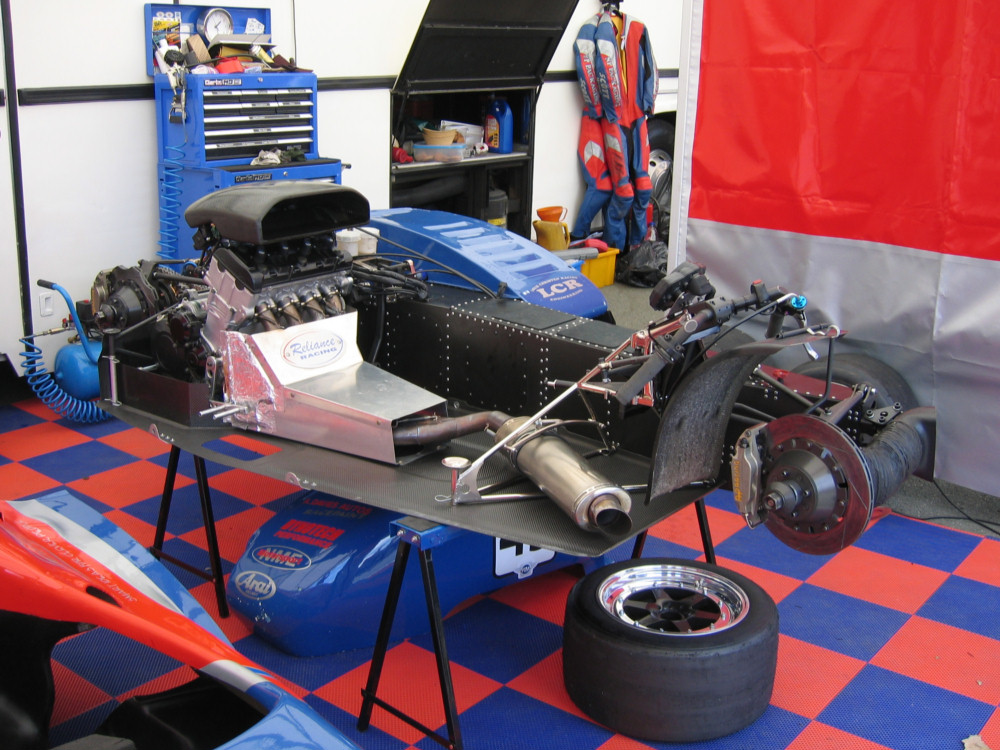
Vorderansicht eines modernen LCR-Renngespannes ohne Verkleidung

LCR Engineering ist ein Schweizer Hersteller von Motorradgespannen für Strassen- und Renneinsatz, Rennwagen und Rahmen für Rennmotorräder, ansässig in Rheineck im Kanton St. Gallen.
Die Abkürzung LCR steht dabei für Louis Christen Racing, benannt nach dem Firmengründer. LCR ist seit 30 Jahren Vorreiter in der Entwicklung von Renngespannen und dominiert den Seitenwagen-Rennsport.
Heute stellt LCR Renngespanne der Formeln F1 (Seitenwagen-Weltcup) und F2 (Isle of Man TT) her.

## Geschichte
Firmengründer Louis Christen baute im Jahr 1971 seinen ersten Rennwagen, ein Formel-V-Fahrzeug mit 1300 cm³ Hubraum, mit dem er auch selbst bei Rennen startete. Bis 1985 stellte LCR insgesamt 35 Rennwagen der Klassen Formel V (1300 und 1600 cm³), Formel Ford (1600 und 2000 cm³) und Formel 3 her, die einige nationale Meisterschaften gewannen.
Im Jahr 1976 wurde das erste LCR-Renngespann mit Monocoque-Chassis konstruiert, das 1977 mit einer zusätzlichen Lenkung des Seitenwagenrades ausgestattet wurde. In der Saison 1978 feierte das Schweizer Duo Bruno Holzer / Karl Meierhans, ausgerüstet mit einem Yamaha-Motor, beim Grossen Preis von Belgien in Spa-Francorchamps den ersten Grand-Prix-Sieg in der Motorrad-Weltmeisterschaft für LCR. Im folgenden Jahr gewannen die beiden in der Kategorie B2B (Gespanne mit einem oder zwei angetriebenen Rädern), mit sechs zweiten Plätzen bei sechs ausgetragenen Rennen, auf LCR-Yamaha den WM-Titel. Das eingesetzte Fahrzeug wies dabei die Besonderheit auf, dass der Pilot nicht, wie bis dahin üblich, in der Maschine kniete, sondern sass. Zur Saison 1980 änderte die FIM das Reglement und liess nur noch Gespanne mit herkömmlicher Konfiguration zu (kniender Fahrer), woraufhin eine komplett neue Maschine entwickelt werden musste.
Der Titelgewinn 1979 war der Beginn einer bis heute andauernden Vorherrschaft der LCR-Gespanne in der Seitenwagen-WM. Einige der erfolgreichsten Gespannpiloten überhaupt, wie der Schweizer Rolf Biland, Steve Webster aus Grossbritannien oder der Niederländer Egbert Streuer gewannen, ausgerüstet mit Yamaha-, Krauser- oder Suzuki-Motoren über 100 Grand-Prix- und Weltcup-Rennen.
Zwischen 1983 und 1989 stellte LCR ausserdem Monocoque-Rahmen für 80- bzw. 125-cm³-Rennmotorräder her, die in der Motorrad-WM ebenfalls sehr erfolgreich unterwegs waren. Zündapp und später Krauser setzten LCR-Rahmen in der 80-cm³-Klasse ein und gewannen mit dem Schweizer Piloten Stefan Dörflinger 1983 und 1984 je einmal den WM-Titel. In der Achtelliterklasse feierten LCR-Maschinen mit MBA-Motoren Grand-Prix-Siege.

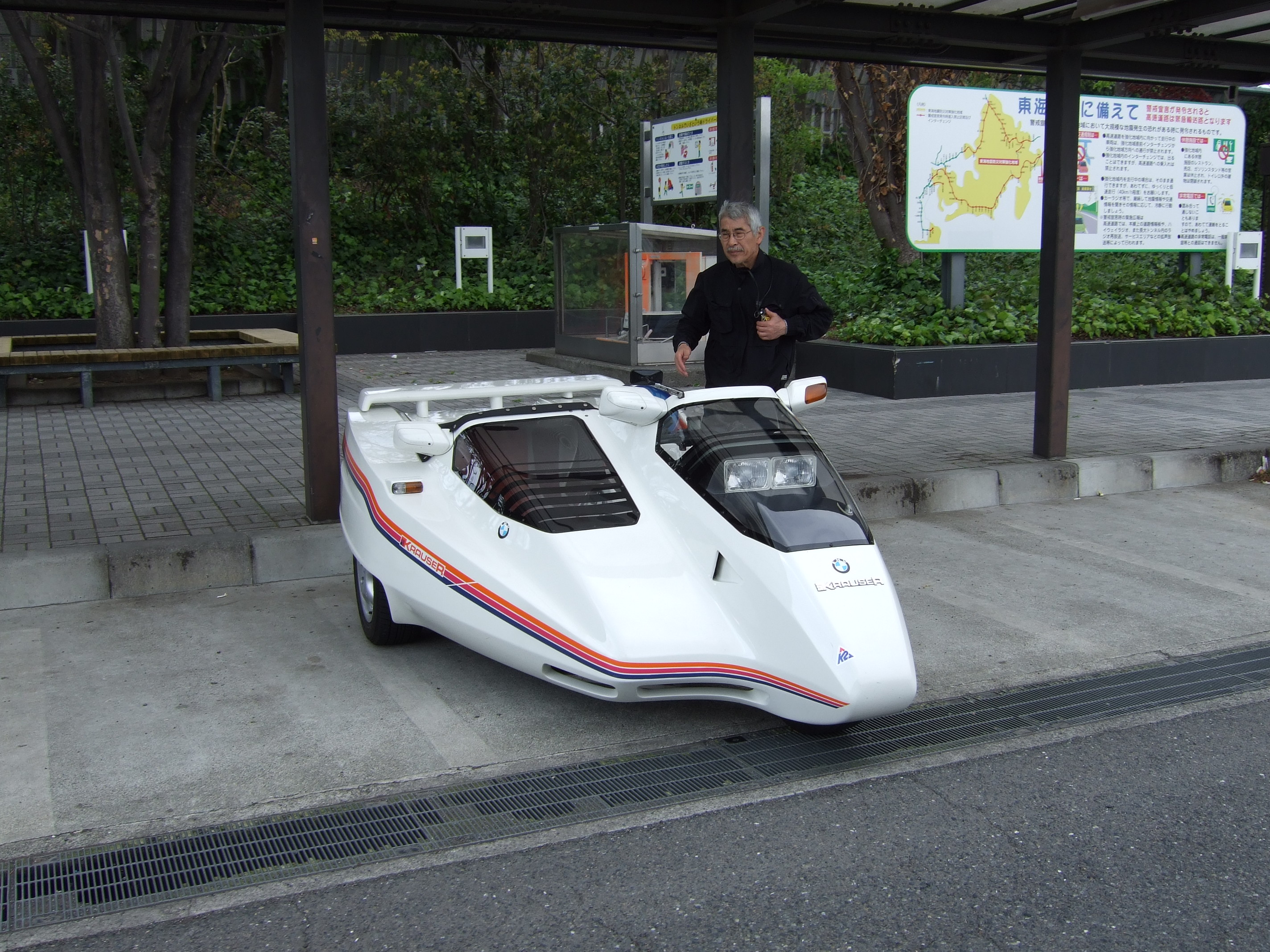
Krauser-Domani-LCR-Gespann

1986 stellte LCR in Kooperation mit Krauser das Krauser-Domani-Strassengespann vor, das mit einem BMW-Motor ausgerüstet und über 100 mal gebaut wurde. Ausserdem konstruierte LCR 1987 zusammen mit einer anderen Firma ein Solarmobil, das an der Tour de Sol teilnahm. Des Weiteren existiert ein LCR-Dragster, der mit einem 1499-cm³-BMW-Turbo-Motor mit über 1000 PS bestückt ist, der von Nelson Piquet in der Formel 1 eingesetzt wurde.

## Gespann-Weltmeister auf LCR

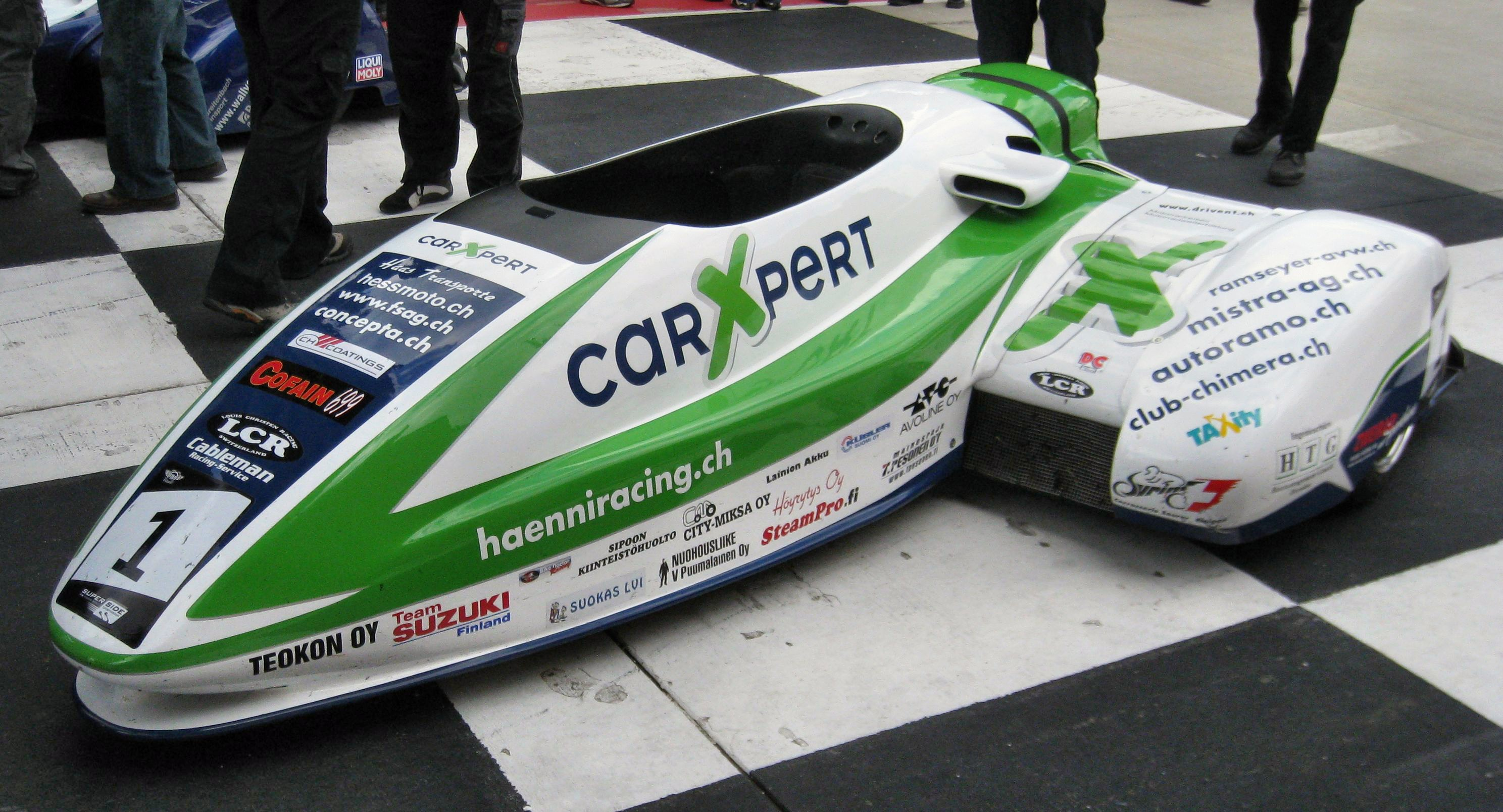
2012er LCR-Renngespann von Pekka Päivärinta

LCR-Gespanne gewannen in der bis 1996 ausgetragenen Gespann-WM 14 Titel. Im Seitenwagen-Weltcup, der seit der Herauslösung der Klasse aus der Weltmeisterschaft 1997 ausgetragen wird, war man bisher 15 Mal siegreich.
(gelber Hintergrund = Seitenwagen-Weltcup)
| Jahr | Fahrer / Beifahrer                       | Nation                 | Maschine      |
| ---- | ---------------------------------------- | ---------------------- | ------------- |
| 1979 | (Kat. B2B) Bruno Holzer / Karl Meierhans | Schweiz                | LCR-Yamaha    |
| 1981 | Rolf Biland / Kurt Waltisperg            | Schweiz                | LCR-Yamaha    |
| 1983 | Rolf Biland / Kurt Waltisperg            | Schweiz                | LCR-Yamaha    |
| 1984 | Egbert Streuer / Bernd Schnieders        | Niederlande            | LCR-Yamaha    |
| 1985 | Egbert Streuer / Bernd Schnieders        | Niederlande            | LCR-Yamaha    |
| 1986 | Egbert Streuer / Bernd Schnieders        | Niederlande            | LCR-Yamaha    |
| 1987 | Steve Webster / Tony Hewitt              | Vereinigtes Konigreich | LCR-Yamaha    |
| 1988 | Steve Webster / Tony Hewitt              | Vereinigtes Konigreich | LCR-Yamaha    |
| 1989 | Steve Webster / Tony Hewitt              | Vereinigtes Konigreich | LCR-Krauser   |
| 1990 | Alain Michel / Simon Birchall            | /                      | LCR-Krauser   |
| 1991 | Steve Webster / Gavin Simmons            | Vereinigtes Konigreich | LCR-Krauser   |
| 1992 | Rolf Biland / Kurt Waltisperg            | Schweiz                | LCR-Krauser   |
| 1993 | Rolf Biland / Kurt Waltisperg            | Schweiz                | LCR-Krauser   |
| 1994 | Rolf Biland / Kurt Waltisperg            | Schweiz                | LCR-Swissauto |
| 1997 | Steve Webster / David James              | Vereinigtes Konigreich | LCR-ADM       |
| 1998 | Steve Webster / David James              | Vereinigtes Konigreich | LCR-ADM/Honda |
| 1999 | Steve Webster / David James              | Vereinigtes Konigreich | LCR-Suzuki    |
| 2000 | Steve Webster / Paul Woodhead            | Vereinigtes Konigreich | LCR-Suzuki    |
| 2001 | Klaus Klaffenböck / Christian Parzer     | Osterreich             | LCR-Suzuki    |
| 2003 | Steve Webster / Paul Woodhead            | Vereinigtes Konigreich | LCR-Suzuki    |
| 2004 | Steve Webster / Paul Woodhead            | Vereinigtes Konigreich | LCR-Suzuki    |
| 2005 | Tim Reeves / Tristan Reeves              | Vereinigtes Konigreich | LCR-Suzuki    |
| 2006 | Tim Reeves / Tristan Reeves              | Vereinigtes Konigreich | LCR-Suzuki    |
| 2007 | Tim Reeves / Patrick Farrance            | Vereinigtes Konigreich | LCR-Suzuki    |
| 2008 | Pekka Päivärinta / Timo Karttiala        | Finnland               | LCR-Suzuki    |
| 2009 | Ben Birchall / Tom Birchall              | Vereinigtes Konigreich | LCR-Suzuki    |
| 2010 | Pekka Päivärinta / Adolf Hänni           | /                      | LCR-Suzuki    |
| 2011 | Pekka Päivärinta / Adolf Hänni           | /                      | LCR-Suzuki    |
| 2012 | Tim Reeves / Ashley Hawes                | Vereinigtes Konigreich | LCR-Suzuki    |
| 2013 | Pekka Päivärinta / Adolf Hänni           | /                      | LCR-Suzuki    |
| 2014 | Tim Reeves / Gregory Cluze               | /                      | LCR-Kawasaki  |
| 2015 | Bennie Streuer / Geert Koerts            | Niederlande            | LCR-Suzuki    |
| 2016 | Pekka Päivärinta / Kirsi Kainulainen     | Finnland               | LCR-BMW       |
| 2017 | Ben Birchall / Tom Birchall              | Vereinigtes Konigreich | LCR-Honda     |
| 2018 | Ben Birchall / Tom Birchall              | Vereinigtes Konigreich | LCR-Honda     |